# Comuna Popovîcika, Talalaiivka
Popovîcika (în ucraineană Поповичка) este o comună în raionul Talalaiivka, regiunea Cernihiv, Ucraina, formată din satele Hrabșciîna, Novopetrivske, Obuhove, Popovîcika (reședința) și Rubaniv.

## Demografie
Componența lingvistică a comunei Popovîcika
     Ucraineană (98,61%)
     Rusă (1,39%)
Conform recensământului din 2001, majoritatea populației comunei Popovîcika era vorbitoare de ucraineană (98,61%), existând în minoritate și vorbitori de rusă (1,39%).